# Wzgórza Loch Laggan
Wzgórza Loch Laggan - pasmo w Grampianach Centralnych, w Szkocji. Pasmo to graniczy z Pasmem Ben Nevis i Wzgórzami Loch Treig na południu, Wzgórzami Ben Alder na wschodzie oraz z Górami Monadhliath na północy. Najwyższym szczytem jest Creag Meagaidh, który osiąga wysokość 1130 m.
Najważniejsze szczyty:
- Creag Meagaidh (1130 m),
- Stob Poite Coire Ardair (1054 m),
- Càrn Liath (1006 m).